# 玛丽·韦特
玛丽·韦特（英語：Mary Wayte，1965年3月25日—），美国女子游泳运动员。她曾代表美国参加1984年和1988年夏季奥林匹克运动会游泳比赛，获得二枚金牌、一枚银牌和一枚铜牌。